# Ohman Chehaibi
Ohman Chehaibi (23 dicembre 1954) è un ex calciatore tunisino, di ruolo attaccante.